# Mikófalvi Bekény család
A Mikófalvi Bekény család honfoglalás kori eredetű magyar köznemesi família, amely a 13. századtól kezdve Heves és Pest vármegyében, valamint Budán volt birtokos. A család a középkori Bél nemzetséghez (de genere Beel) tartozott, és több ízben töltött be jogi, vallási és közigazgatási szerepet.

### Nemzetségi eredet
A család eredetét a források a Bél nemzetségre vezetik vissza, amely a honfoglaló törzsekhez – azon belül a Bors nemzetség ágához – tartozott. A 13. századi oklevelekben a „de genere Beel” megjelölés alatt többször szerepelnek a Mikófalva, Szent Márton, Apátfalva és Molnos-Bél környékén birtokos elődök.
E területeket már a honfoglalás után a Bors nemzetséghez tartozó Bunger vezér és fia Bors szállták meg. A 14. századi tanúságtételek alapján több Bekény ős „de genere Beel” néven szerepel, például:
- 1246 – Miskócz környéki földeladás Bél nembeli Károly fiának.
- 1271 – Kenez lánya, majd testvére Balázs révén hitbérügylet.
- 1310 – Kene fia Miklós és fia János tanúskodnak egy örökösödési ügyben.
- 1320 – Birtokmegosztás az Eger folyónál a Bélnemzetség örökösei között.

A Bél nemzetség ősi fészke a mai Heves–Borsod határán fekvő három Bél falu (Felső-, Közép-, Al-Bél) vidéke volt. A Mikófalvi Bekények ezen eredet révén honfoglalás kori nemzetségi leszármazottak.

### Bekény Dénes és budai háza
Bekény Dénes a 15. század végén Budán lakott. Házát az Olasz utcában vásárolta, a Mária Magdolna-templom közelében. 1511-es városi határozat szerint a ház elülső részét a kádárcéh számára adta, a hátsó udvarrészt megtartotta. Az épület később az Obergespan-ház része lett, az 1686-os ostrom során megrongálódott. Régészeti kutatások alapján az alapfalai ma is megtalálhatók.

### Alagi Bekény Benedek
Bekény Benedek a család legismertebb tagja, humanista jogtudós volt. 1514-ben adta ki Bécsben Janus Pannonius tíz elégiáját latin ajánlásával, „Benedictus de Beken” néven. Feltehetően 1526-ban, a mohácsi csatában esett el. Werbőczy István familiárisa volt.

### Birtokok és emlékek
A család birtokai közé tartoztak:
- Mikófalva (Heves)
- Alag (Pest megye)
- Sikátor
- Buda – Olasz utcai ház

### Alagi templomrom
A Dunakeszi határában álló alagimajori templomrom a 12. század végén épült. A templom a középkori Alag falu plébániatemploma volt. A Bekény család alagi ágának földbirtokai révén valószínűsíthető, hogy patrónusként támogatták az épület fenntartását.

### Késői ágak
A család egyik ága a 18. században Miskolcra valamint Erdélybe került. Ezen utóbbi ág leszármazottja Bekény István (1916–1997), a Magyar Országos Levéltár történésze, több repertórium és segédlet szerzője.

### Genealógia
A család nemzedékrendjét részletesen feldolgozta Illéssy János (1902). A főbb ismert ősök:
- Bekény Tamás
- Bekény Dénes
- Alagi Bekény Benedek
- Későbbi leszármazottak Mikófalván, Eger környékén, Miskolcon

### Címer

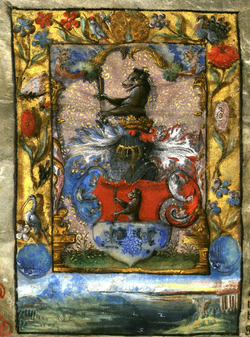
A Mikófalvi Bekény család nemesi címere

A címer vörös és kék hasított pajzs. Felső mezőben növekvő, nyilat tartó fekete farkas; alsó mezőben két ezüst liliom. Sisakdísz: a pajzsbeli farkas ismétlődik.
A címeres nemeslevél 1553. június 10-én kelt, I. Ferdinánd királytól. Őrzési helye: MNL OL E 148, Fasc. 408. No. 28.